# Арнульф Баварский (1852—1907)
Франц Иосиф Арнульф Адальберт Мария Баварский (нем.  Franz Joseph Arnulf Adalbert Maria Prinz von Bayern, 6 июля 1852, Мюнхен — 12 ноября 1907, Венеция) — баварский принц из династии Виттельсбахов, сын принца-регента Луитпольда и Августы Фердинанды Австрийской, генерал-полковник в звании генерал-фельдмаршала (9 сентября 1903).

## Биография
Арнульф родился 6 июля 1852 года в Мюнхене. Он был третьим сыном, и четвёртым, самым младшим ребёнком в семье принца баварского Луитпольда и его жены Августы Фердинанды Австрийской. Имел старших братьев Людвига и Леопольда, а также сестру Терезу.
Как и Леопольд, стал служить в  баварской армии. В июле 1881 года возглавил королевский баварский пехотный полк лейб-гвардии. С 1884 - генерал-майор, с 1887 - генерал-лейтенант. В 1890 произведён в чин генерала пехоты.
В возрасте 29 лет женился на принцессе Лихтенштейнской Терезе (1850—1937), бывшей на два года старше жениха. Свадьба состоялась 12 апреля 1882 года Вене. Через два года у супругов родился их единственный сын:
- Генрих (1884—1916) — погиб в Румынии во время Первой мировой, где воевал в составе Альпийского корпуса; женат не был, детей не имел.

Умер в Венеции в возрасте 55 лет. Похоронен в Театинеркирхе в Мюнхене.

## Награды
- Орден Золотого руна
- Высший орден Святого Благовещения

## Воинские звания
- 29.02.1884 - генерал-майор
- 06.08.1887 - генерал-лейтенант
- 29.10.1890 - генерал пехоты
- 09.09.1903 - генерал-полковник пехоты со званием генерал-фельдмаршала (Generaloberst der Infanterie mit dem Rang eines Generalfeldmarschalls)